# Elliptiskt pseudoprimtal
Elliptiskt pseudoprimtal är inom talteorin ett pseudoprimtal för (E, P), där E är en elliptisk kurva definierad av kroppen av rationella tal med komplex multiplikation av en ordning i {\displaystyle \mathbb {Q} {\big (}{\sqrt {-d}}{\big )}}, med ekvationen y2 = x3 + ax + b med a, b heltal, P är ett element på E och n är ett naturligt tal sådant att Jacobisymbolen (−d | n) = -1 om (n + 1)P ≡ 0 (mod n).
Antalet elliptiska pseudoprimtal mindre än X omges ovan, för stora X, genom
{\displaystyle X/\exp((1/3)\log X\log \log \log X/\log \log X)\ .}